# Orangeburg (South Carolina)
Orangeburg ist eine Stadt (city) im US-Bundesstaat South Carolina. Sie ist der Verwaltungssitz (County Seat) des nach ihr benannten Orangeburg County. Die Stadt liegt 37 Meilen südöstlich von Columbia, am North Fork Edisto River. Das U.S. Census Bureau hat bei der Volkszählung 2020 eine Einwohnerzahl von 13.240 ermittelt.

## Geschichte
Die europäische Besiedlung in diesem Gebiet begann 1704, als George Sterling hier einen Posten für den Pelzhandel mit den amerikanischen Ureinwohnern einrichtete. Um die Besiedlung zu fördern, organisierte die Generalversammlung der Provinz South Carolina 1730 das Gebiet als Township und nannte es Orangeburg nach Wilhelm IV. von Oranien. Im Jahr 1735 gründete eine Kolonie von 200 Schweizer, deutschen und holländischen Einwanderern eine Gemeinde in der Nähe des Ufers des North Edisto River. Der Standort war attraktiv wegen des fruchtbaren Bodens und des Reichtums an Wildtieren. Der Fluss bildete den wichtigen Transportweg zum Hafen von Charleston an der Atlantikküste für die landwirtschaftlichen und holzverarbeitenden Produkte der Region und für die Verschiffung von Waren flussaufwärts. Die Stadt wurde bald zu einer erfolgreichen Kolonie, die hauptsächlich aus Kleinbauern bestand. Die erste Kirche Orangeburgs wurde von einer deutschen lutherischen Gemeinde gegründet und später im Amerikanischen Unabhängigkeitskrieg zerstört.
Nach der amerikanischen Revolution änderte sich der Charakter der Region dramatisch. Die Erfindung einer massenproduzierten Baumwollentkörnungsmaschine durch Eli Whitney zur Verarbeitung von Kurzstapel- oder "Grünkern"-Baumwolle machte diese Art von Baumwolle profitabel. Sie konnte in den Hochlandgebieten leicht angebaut werden, und in dem County wurden schnell große Baumwollplantagen aufgebaut. Die landwirtschaftlichen Arbeitskräfte wurden von versklavten Afroamerikanern gestellt, von denen viele durch den inländischen Sklavenhandel aus den Küstengebieten oder dem oberen Süden in die Region gebracht wurden. Die Sklaven bildeten die Mehrheit der Bevölkerung im County und in der Stadt. Nach dem Sezessionskrieg befreit, begannen Schwarze, eine Ausbildung zu erhalten, und zwei Colleges wurden in der Stadt gegründet, das zweite als Land Grant Institution für alle schwarzen Studenten im Staat unter Segregation. Schwarze waren auch den Jim-Crow-Gesetzen unterworfen, die von der von den Demokraten dominierten Legislative des Staates verabschiedet wurden; ihnen wurde das Wahlrecht durch South Carolinas entmündigende Verfassung entzogen, die zu Beginn des 20. Jahrhunderts eingeführt wurde. In den 1960er Jahren wurde die Stadt eine der Hochburgen der Bürgerrechtsbewegung. 1968 töteten Beamte der Staatspolizei drei Studenten, welche gegen die Rassentrennung in Orangeburg demonstrierten.
Im Jahr 2007 war Orangeburg Gastgeber der ersten Debatte der demokratischen US-Präsidentschaftskandidaten in der Wahlkampfsaison im Martin Luther King Jr. Auditorium auf dem Campus der South Carolina State University; der zukünftige Präsident Barack Obama war einer der Debattanten.

## Demografie
Nach einer Schätzung von 2019 leben in Orangeburg 23.403 Menschen. Die Bevölkerung teilte sich im selben Jahr auf in 23,0 % Weiße, 74,1 % Afroamerikaner, 0,3 % Asiaten, 0,7 % Ozeanier und 1,4 % mit zwei oder mehr Ethnizitäten. Hispanics oder Latinos aller Ethnien machten 2,1 % der Bevölkerung aus. Das mittlere Haushaltseinkommen lag bei 31.455 US-Dollar und die Armutsquote bei 27,2 %.
| Jahr | Einwohner¹ |
| ---- | ---------- |
| 1900 | 4.455      |
| 1910 | 5.906      |
| 1920 | 7.290      |
| 1930 | 8.776      |
| 1940 | 10.521     |
| 1950 | 15.322     |
| 1960 | 13.852     |
| 1970 | 13.252     |
| 1980 | 14.933     |
| 1990 | 13.739     |
| 2000 | 12.765     |
| 2010 | 13.964     |
| 2020 | 13.240     |

¹ 1950 – 2020: Volkszählungsergebnisse

## Bildung
Zwei historisch afroamerikanische Hochschulen befinden sich in Orangeburg: Die Claflin University (ein Liberal Arts College) und die South Carolina State University (eine öffentliche Universität). Auch das Orangeburg–Calhoun Technical College, ein Community College befindet sich hier.

## Söhne und Töchter der Stadt
- Johnson Hagood (1873–1948), Generalmajor der United States Army
- George M. Seignious (1921–2005), Generalleutnant der United States Army
- Bob Corker (* 1952), Politiker
- Shawnee Smith (* 1969), Schauspielerin
- Shelton Benjamin (* 1975), Wrestler
- Jaime Harrison (* 1976), Politiker
- Monique Coleman (* 1980), Schauspielerin und Sängerin
- Manish Dayal (* 1983), Schauspieler